# Rich McCormick
Richard Dean "Rich" McCormick, född 7 oktober 1968 i Las Vegas i Nevada, är en amerikansk läkare och politiker (republikan). Han är ledamot av USA:s representanthus sedan 2023.
McCormick gick i skola i Central Catholic High School i Portland i Oregon och utexaminerades 1990 från Oregon State University. Han avlade sedan masterexamen vid National University i Kalifornien och läkarexamen vid Morehouse School of Medicine i Georgia. I USA:s marinkår tjänstgjorde han 1990–2006. Han har undervisat vid Morehouse College och Georgia Tech. Han tjänstgjorde i USA:s flotta 2013–2017.
I kongressvalet 2020 besegrades McCormick av demokraten Carolyn Bourdeaux. Två år senare blev han invald i representanthuset efter att ha besegrat demokraten Bob Christian.